# Srostki
Srostki (en russe : Сро́стки), est un village du conseil de village de Srostki du raïon de Biïsk du kraï de l'Altaï, en Russie sibérienne. Sa population s'élevait à 2 769 habitants en 2013.

## Géographie
Le village de Srostki se situe dans le kraï de l'Altaï, un kraï de Sibérie méridionale, en Russie, qui fait partie du district fédéral sibérien. Le village fait partie du raïon de Biïsk, un raïon du kraï, avec Biïsk comme centre administratif. Il fait partie du conseil de village de Srostki, une municipalité, dont il est le chef-lieu.  
Srostki, comme tout le kraï de l'Altaï, est située dans le fuseau horaire MSK+4 (heure de Krasnoïarsk). Le décalage horaire appliqué par rapport au temps universel coordonné est +07:00.

## Démographie
Recensements (*) et estimations de la population,,,,:
| 1959* | 1989* | 2002 * | 2010* | 2013  | - |
| ----- | ----- | ------ | ----- | ----- | - |
| 3 477 | -     | 3 122  | 2 750 | 2 769 | - |